# Gorna Graștița, Kiustendil
Gorna Graștița (în bulgară Горна Гращица) este un sat în comuna Kiustendil, regiunea Kiustendil,  Bulgaria. 

## Demografie
Componența etnică a satului Gorna Graștița
     Turci (1,02%)
     Bulgari (98,2%)
     Nicio identificare (0,77%)
     Altele (0%)
La recensământul din 2011, populația satului Gorna Graștița era de 389 locuitori. Din punct de vedere etnic, majoritatea locuitorilor (98,2%) erau bulgari, cu o minoritate de turci (1,02%). Pentru 0,77% din locuitori nu este cunoscută apartenența etnică.